# Pleurothallis
Pleurothallis är ett släkte av orkidéer. Pleurothallis ingår i familjen orkidéer.

## Bildgalleri

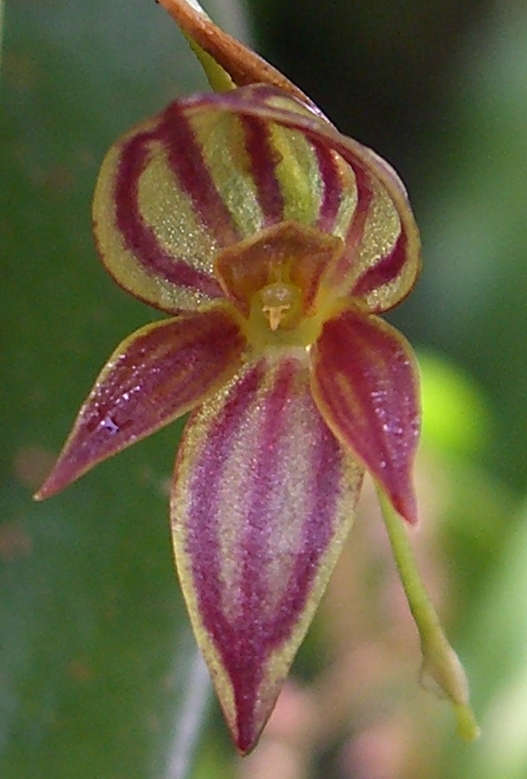
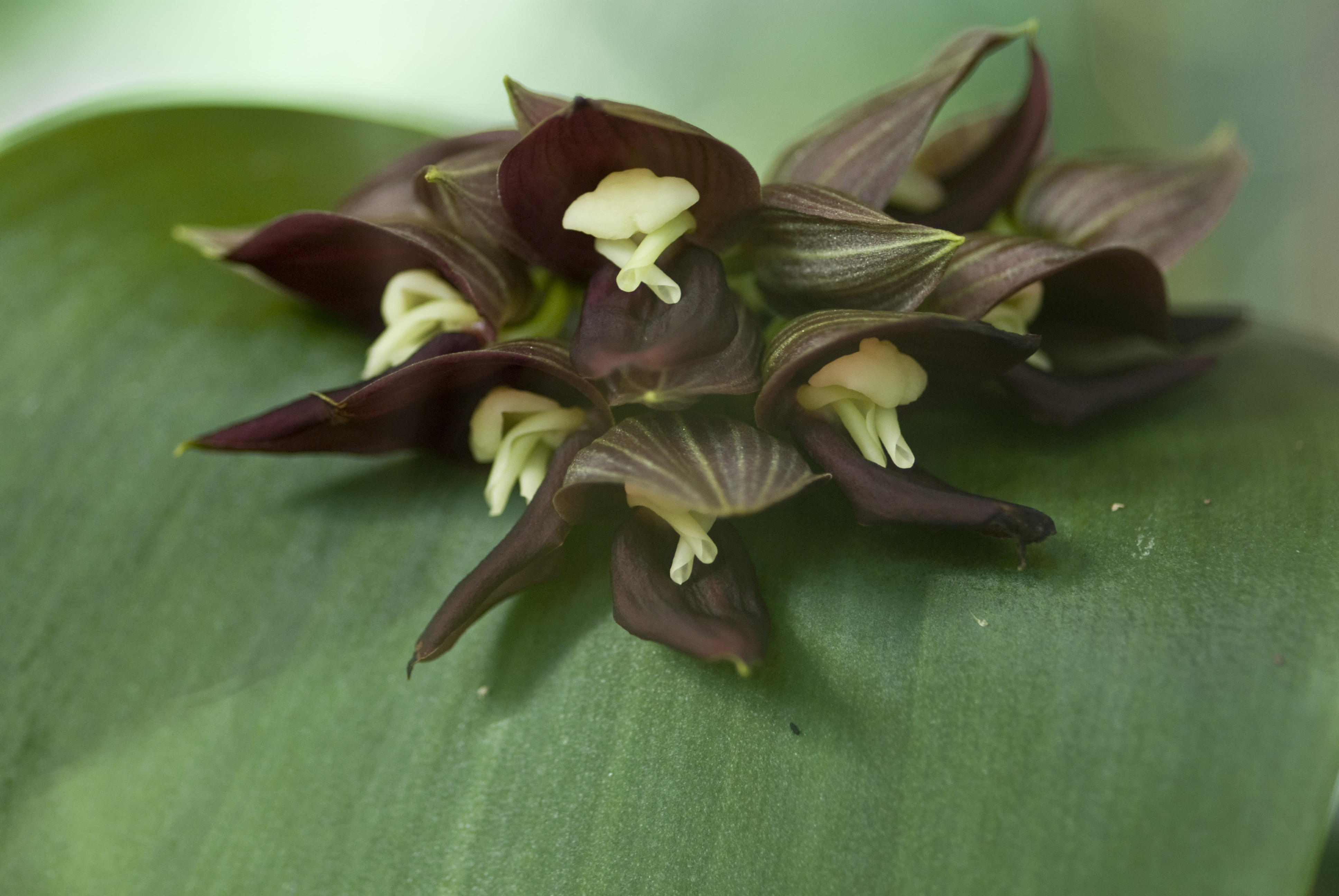
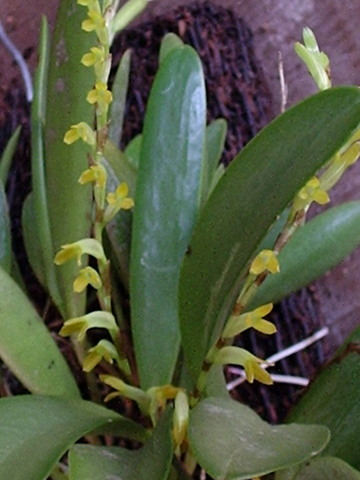
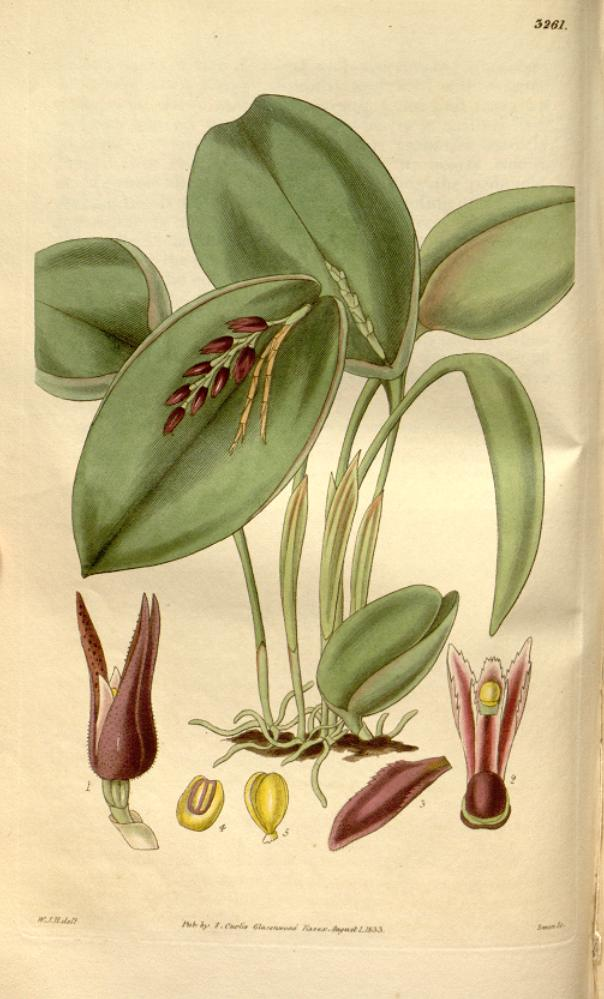
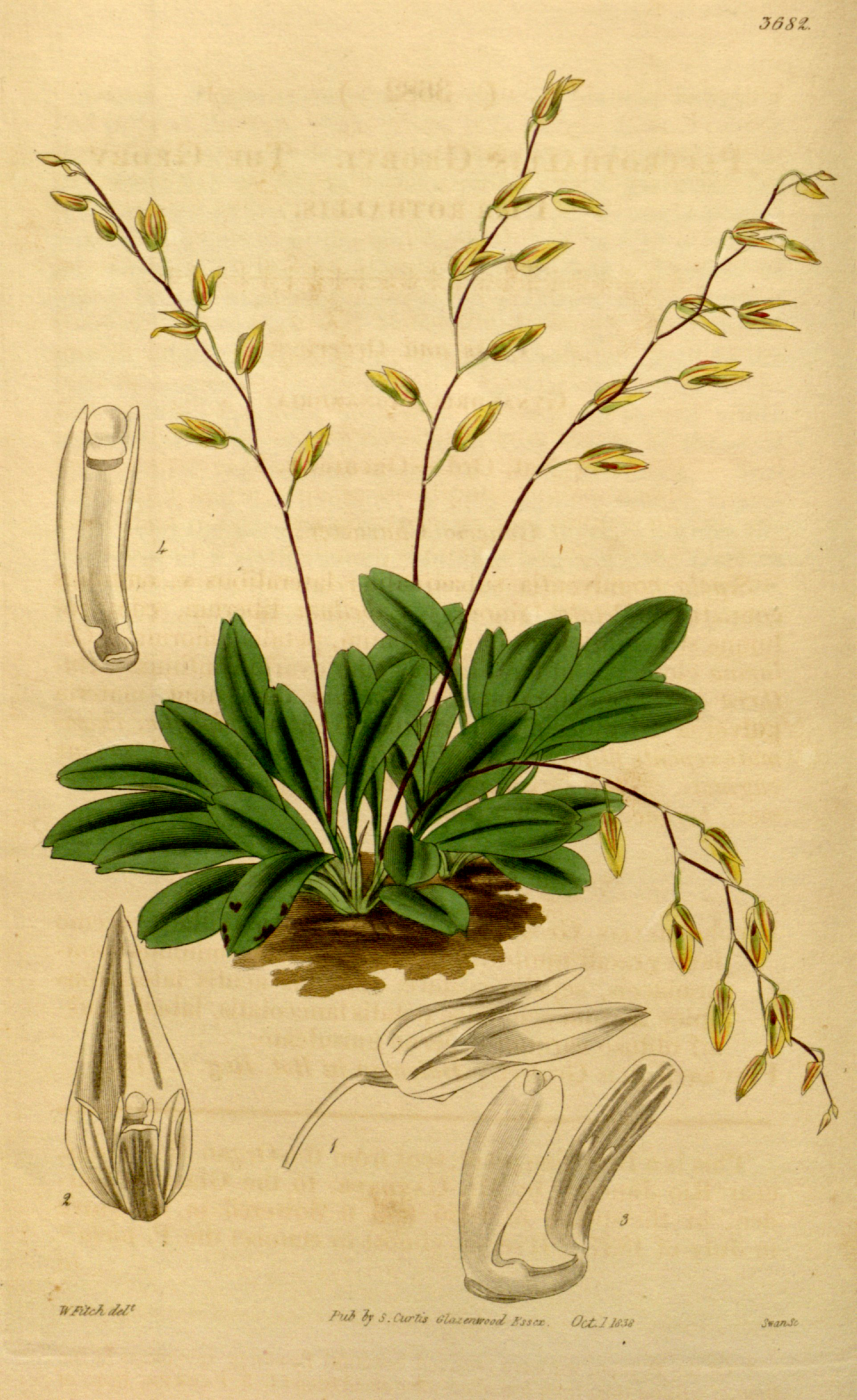
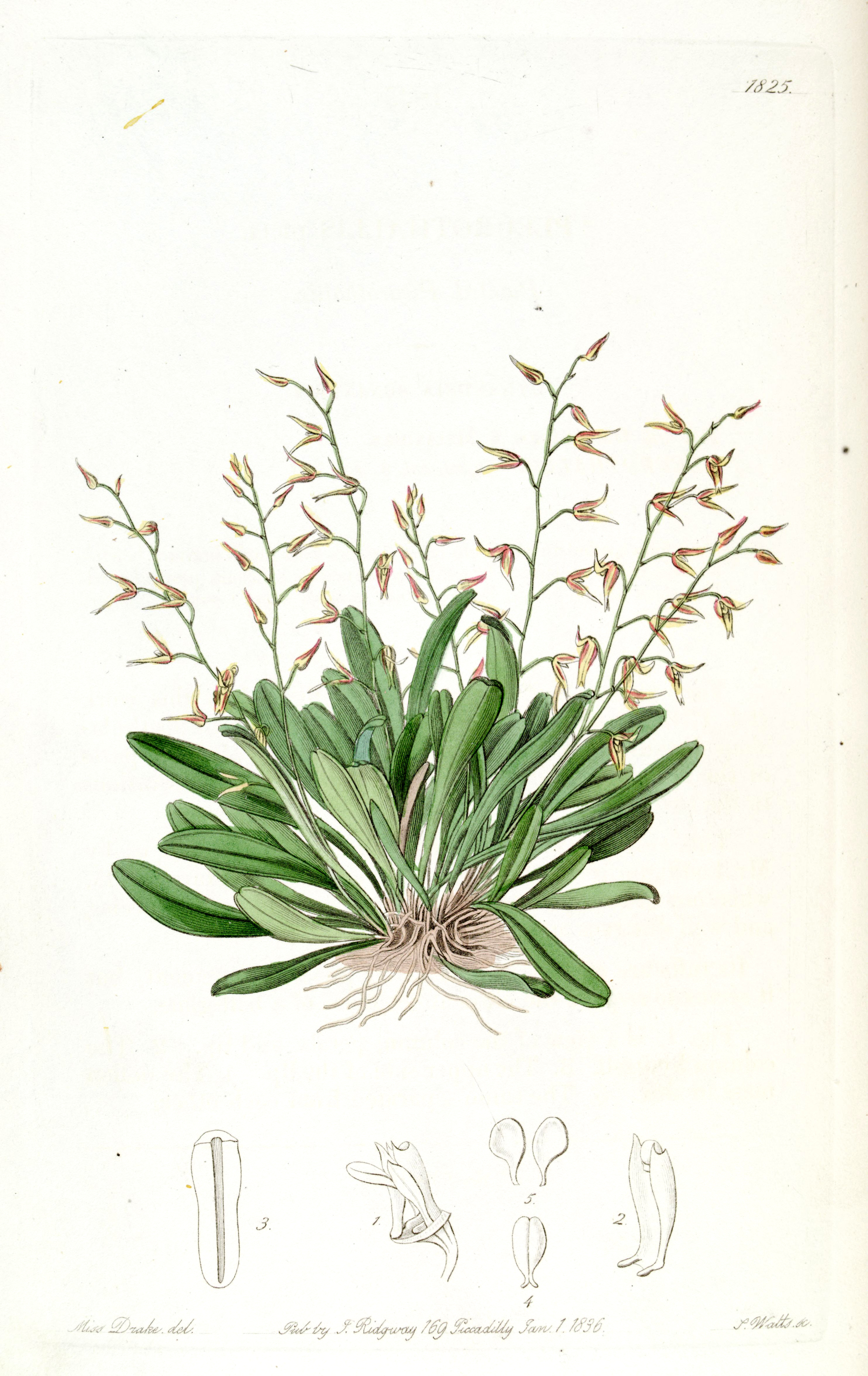

## Dottertaxa tillPleurothallis, i alfabetisk ordning[1]
- Pleurothallis abortiva
- Pleurothallis acestrophylla
- Pleurothallis acutidentata
- Pleurothallis acutilabia
- Pleurothallis adeleae
- Pleurothallis adelphe
- Pleurothallis adonis
- Pleurothallis adrianae
- Pleurothallis aggeris
- Pleurothallis aguirrei
- Pleurothallis alainii
- Pleurothallis albopurpurea
- Pleurothallis alborosea
- Pleurothallis allenii
- Pleurothallis alopex
- Pleurothallis altimonile
- Pleurothallis alvaroi
- Pleurothallis alveolata
- Pleurothallis amaralii
- Pleurothallis ambyx
- Pleurothallis amphigya
- Pleurothallis amplectens
- Pleurothallis anceps
- Pleurothallis andina
- Pleurothallis ankyloglossa
- Pleurothallis annectens
- Pleurothallis antennifera
- Pleurothallis anthrax
- Pleurothallis apopsis
- Pleurothallis aporosis
- Pleurothallis appendiculata
- Pleurothallis applanata
- Pleurothallis arachnopsis
- Pleurothallis archicolonae
- Pleurothallis archidonae
- Pleurothallis archidonopsis
- Pleurothallis arctata
- Pleurothallis ascendens
- Pleurothallis ascera
- Pleurothallis aspergillum
- Pleurothallis asplundii
- Pleurothallis atroglossa
- Pleurothallis atrohiata
- Pleurothallis aurita
- Pleurothallis avenacea
- Pleurothallis bacillaris
- Pleurothallis bahorucensis
- Pleurothallis bangii
- Pleurothallis barbata
- Pleurothallis barthelemyi
- Pleurothallis batrachus
- Pleurothallis baudoensis
- Pleurothallis belocardia
- Pleurothallis bevilacquana
- Pleurothallis beyrodtiana
- Pleurothallis bibarbellata
- Pleurothallis bicallosa
- Pleurothallis bicochlearis
- Pleurothallis bicornis
- Pleurothallis bicruris
- Pleurothallis bitumida
- Pleurothallis bivalvis
- Pleurothallis blepharopetala
- Pleurothallis bocainensis
- Pleurothallis bogarinii
- Pleurothallis boliviana
- Pleurothallis bothros
- Pleurothallis bovilingua
- Pleurothallis bowmannii
- Pleurothallis brachiata
- Pleurothallis brachyglottis
- Pleurothallis bradei
- Pleurothallis brenneri
- Pleurothallis brittoniana
- Pleurothallis bucculenta
- Pleurothallis bucranon
- Pleurothallis cachabensis
- Pleurothallis cachensis
- Pleurothallis cajamarcae
- Pleurothallis calamifolia
- Pleurothallis calcarata
- Pleurothallis calceolaris
- Pleurothallis callifera
- Pleurothallis calogramma
- Pleurothallis calolalax
- Pleurothallis calvariola
- Pleurothallis calypso
- Pleurothallis campestris
- Pleurothallis canaligera
- Pleurothallis candida
- Pleurothallis caniceps
- Pleurothallis canidentis
- Pleurothallis capitonis
- Pleurothallis caprina
- Pleurothallis cardiochila
- Pleurothallis cardiocrepis
- Pleurothallis cardiophylax
- Pleurothallis cardiostola
- Pleurothallis cardiothallis
- Pleurothallis carinifera
- Pleurothallis carnosa
- Pleurothallis caroli
- Pleurothallis carrenoi
- Pleurothallis carrisii
- Pleurothallis cassidata
- Pleurothallis castellensis
- Pleurothallis catharinensis
- Pleurothallis cauda-hirundinis
- Pleurothallis cauda-phocae
- Pleurothallis caymanensis
- Pleurothallis cedrinorum
- Pleurothallis centranthera
- Pleurothallis cernua
- Pleurothallis chama
- Pleurothallis chavezii
- Pleurothallis chloroleuca
- Pleurothallis chuscalica
- Pleurothallis circinata
- Pleurothallis claudii
- Pleurothallis cleistogama
- Pleurothallis cobriformis
- Pleurothallis colnagoi
- Pleurothallis colossus
- Pleurothallis complanata
- Pleurothallis compressa
- Pleurothallis condorensis
- Pleurothallis conformalis
- Pleurothallis conicostigma
- Pleurothallis conspersa
- Pleurothallis constricta
- Pleurothallis convexa
- Pleurothallis cordata
- Pleurothallis cordifolia
- Pleurothallis cordilabia
- Pleurothallis coriacardia
- Pleurothallis cornualis
- Pleurothallis correllii
- Pleurothallis corysta
- Pleurothallis cosmetron
- Pleurothallis cotyligera
- Pleurothallis crassicaulis
- Pleurothallis crateriformis
- Pleurothallis crepiniana
- Pleurothallis crescentilabia
- Pleurothallis cristata
- Pleurothallis crocodiliceps
- Pleurothallis crossota
- Pleurothallis crucifera
- Pleurothallis cubitoria
- Pleurothallis cucumeris
- Pleurothallis cultellifolis
- Pleurothallis cunabularis
- Pleurothallis curti-bradei
- Pleurothallis curvifructa
- Pleurothallis cutucuensis
- Pleurothallis cyanea
- Pleurothallis cymbisepala
- Pleurothallis cypelligera
- Pleurothallis dasypetala
- Pleurothallis davisii
- Pleurothallis deflexa
- Pleurothallis dejavu
- Pleurothallis delascioi
- Pleurothallis deltoglossa
- Pleurothallis demissa
- Pleurothallis denticulata
- Pleurothallis dentipetala
- Pleurothallis depressa
- Pleurothallis dewildei
- Pleurothallis diabolica
- Pleurothallis dibolia
- Pleurothallis dichotoma
- Pleurothallis dichroa
- Pleurothallis dilemma
- Pleurothallis discoidea
- Pleurothallis divaricans
- Pleurothallis dodsonii
- Pleurothallis dorotheae
- Pleurothallis dorrii
- Pleurothallis dracula
- Pleurothallis dressleri
- Pleurothallis drewii
- Pleurothallis driessenii
- Pleurothallis dubbeldamii
- Pleurothallis dukei
- Pleurothallis dunstervillei
- Pleurothallis duplex
- Pleurothallis eccentrica
- Pleurothallis eidos
- Pleurothallis ekmanii
- Pleurothallis elegantula
- Pleurothallis elvirana
- Pleurothallis ensata
- Pleurothallis epiglottis
- Pleurothallis erosa
- Pleurothallis erythrium
- Pleurothallis eumecocaulon
- Pleurothallis excavata
- Pleurothallis excentrica
- Pleurothallis fantastica
- Pleurothallis fasciata
- Pleurothallis fastidiosa
- Pleurothallis filiformis
- Pleurothallis flaveola
- Pleurothallis fluminensis
- Pleurothallis forceps-cancri
- Pleurothallis fossulata
- Pleurothallis fugax
- Pleurothallis furcifera
- Pleurothallis fustifera
- Pleurothallis galerita
- Pleurothallis ganymedes
- Pleurothallis garayana
- Pleurothallis garayi
- Pleurothallis gargantua
- Pleurothallis genychila
- Pleurothallis geographica
- Pleurothallis giraffa
- Pleurothallis giraldoi
- Pleurothallis glabra
- Pleurothallis glandulipetala
- Pleurothallis globifera
- Pleurothallis globosa
- Pleurothallis glochis
- Pleurothallis glossopogon
- Pleurothallis gomezii
- Pleurothallis gouveiae
- Pleurothallis gracilicaulis
- Pleurothallis gracilipedunculata
- Pleurothallis gracilis
- Pleurothallis grandiflora
- Pleurothallis gratiosa
- Pleurothallis gutierrezii
- Pleurothallis habenula
- Pleurothallis hammelii
- Pleurothallis harpago
- Pleurothallis hartwegii
- Pleurothallis hastulata
- Pleurothallis hatschbachii
- Pleurothallis helleri
- Pleurothallis hemileuca
- Pleurothallis hemisphaerica
- Pleurothallis henniae
- Pleurothallis hippocrepica
- Pleurothallis hitchcockii
- Pleurothallis hjertingii
- Pleurothallis hoeijeri
- Pleurothallis holtonii
- Pleurothallis homalantha
- Pleurothallis ignota
- Pleurothallis imbaburae
- Pleurothallis imber-florum
- Pleurothallis imitor
- Pleurothallis imperialis
- Pleurothallis inaequalis
- Pleurothallis incongrua
- Pleurothallis index
- Pleurothallis inflata
- Pleurothallis inornata
- Pleurothallis instar
- Pleurothallis ipyrangana
- Pleurothallis isthmica
- Pleurothallis jacarepaguaensis
- Pleurothallis jaculifera
- Pleurothallis jaramilloi
- Pleurothallis jupiter
- Pleurothallis karlii
- Pleurothallis kateora
- Pleurothallis kerrii
- Pleurothallis killipii
- Pleurothallis knappiae
- Pleurothallis lacera
- Pleurothallis lamellaris
- Pleurothallis languida
- Pleurothallis latipetala
- Pleurothallis laxa
- Pleurothallis lehmanniana
- Pleurothallis lemniscifolia
- Pleurothallis lenae
- Pleurothallis leopardina
- Pleurothallis leucantha
- Pleurothallis leucopyramis
- Pleurothallis leucosepala
- Pleurothallis lilijae
- Pleurothallis lindenii
- Pleurothallis linearis
- Pleurothallis lineolata
- Pleurothallis lingua
- Pleurothallis linguifera
- Pleurothallis litotes
- Pleurothallis lobata
- Pleurothallis loejtnantii
- Pleurothallis londonoi
- Pleurothallis longipedicellata
- Pleurothallis longiserpens
- Pleurothallis lopezii
- Pleurothallis loranthophylla
- Pleurothallis loreae
- Pleurothallis luctuosa
- Pleurothallis lunaris
- Pleurothallis macra
- Pleurothallis macrocardia
- Pleurothallis maculata
- Pleurothallis madsenii
- Pleurothallis maduroi
- Pleurothallis magnifica
- Pleurothallis magnipetala
- Pleurothallis mammillata
- Pleurothallis manicosa
- Pleurothallis mantiquyrana
- Pleurothallis marthae
- Pleurothallis masdevalliopsis
- Pleurothallis mastodon
- Pleurothallis matinhensis
- Pleurothallis matudana
- Pleurothallis medinae
- Pleurothallis medusa
- Pleurothallis megaglossa
- Pleurothallis megalorhina
- Pleurothallis megalotis
- Pleurothallis melanosticta
- Pleurothallis membracidoides
- Pleurothallis micklowii
- Pleurothallis microcardia
- Pleurothallis millei
- Pleurothallis miniatolineolata
- Pleurothallis miragliae
- Pleurothallis miranda
- Pleurothallis mocoana
- Pleurothallis montana
- Pleurothallis montezumae
- Pleurothallis mouraeoides
- Pleurothallis mundula
- Pleurothallis muriculata
- Pleurothallis myrmecophila
- Pleurothallis myrticola
- Pleurothallis nanella
- Pleurothallis nasiterna
- Pleurothallis navilinguis
- Pleurothallis nellyae
- Pleurothallis neobradei
- Pleurothallis nephroglossa
- Pleurothallis niesseniae
- Pleurothallis nipterophylla
- Pleurothallis nitida
- Pleurothallis niveoglobula
- Pleurothallis nossax
- Pleurothallis notabilis
- Pleurothallis nox-media
- Pleurothallis nuda
- Pleurothallis nutans
- Pleurothallis obpyriformis
- Pleurothallis ocellus
- Pleurothallis octavioi
- Pleurothallis odobeniceps
- Pleurothallis omoglossa
- Pleurothallis onagriceps
- Pleurothallis oncoglossa
- Pleurothallis orecta
- Pleurothallis ortegae
- Pleurothallis orthostachys
- Pleurothallis oxapampae
- Pleurothallis pallida
- Pleurothallis palliolata
- Pleurothallis pandurata
- Pleurothallis pandurifera
- Pleurothallis pansamalae
- Pleurothallis pantherina
- Pleurothallis paquishae
- Pleurothallis paradoxa
- Pleurothallis parva
- Pleurothallis parviflora
- Pleurothallis parvula
- Pleurothallis peculiaris
- Pleurothallis pedunculata
- Pleurothallis pelex
- Pleurothallis pelicophora
- Pleurothallis pendens
- Pleurothallis penduliflora
- Pleurothallis penelops
- Pleurothallis penicillata
- Pleurothallis pennelliae
- Pleurothallis per-dusenii
- Pleurothallis perijaensis
- Pleurothallis peroniocephala
- Pleurothallis perryi
- Pleurothallis persimilis
- Pleurothallis phalangifera
- Pleurothallis phoxophylla
- Pleurothallis phratria
- Pleurothallis phyllocardia
- Pleurothallis phyllocardioides
- Pleurothallis phymatodea
- Pleurothallis pileata
- Pleurothallis platypetala
- Pleurothallis platysepala
- Pleurothallis pleurothalloides
- Pleurothallis poculifera
- Pleurothallis podoglossa
- Pleurothallis polysticta
- Pleurothallis portillae
- Pleurothallis portilloi
- Pleurothallis possoae
- Pleurothallis praecipua
- Pleurothallis pristeoglossa
- Pleurothallis privigna
- Pleurothallis prolaticollaris
- Pleurothallis prostrata
- Pleurothallis pruinosa
- Pleurothallis pseudopogon
- Pleurothallis pterophora
- Pleurothallis ptychophora
- Pleurothallis pulcherrima
- Pleurothallis pulvinaris
- Pleurothallis punctulata
- Pleurothallis purdomae
- Pleurothallis purpurascens
- Pleurothallis quadricaudata
- Pleurothallis quadridentata
- Pleurothallis quaternaria
- Pleurothallis questionis
- Pleurothallis quisqueyana
- Pleurothallis radula
- Pleurothallis ramificans
- Pleurothallis ramosii
- Pleurothallis rectipetala
- Pleurothallis recurvata
- Pleurothallis reginae
- Pleurothallis reptans
- Pleurothallis revoluta
- Pleurothallis rhabdosepala
- Pleurothallis rhodoglossa
- Pleurothallis ripleyi
- Pleurothallis robertoi
- Pleurothallis roseola
- Pleurothallis rostratissima
- Pleurothallis rowleei
- Pleurothallis rubella
- Pleurothallis ruberrima
- Pleurothallis rubroinversa
- Pleurothallis rugosa
- Pleurothallis rusbyi
- Pleurothallis ruscaria
- Pleurothallis ruschii
- Pleurothallis ruscifolia
- Pleurothallis saccatilabia
- Pleurothallis sagittilabia
- Pleurothallis saltatoria
- Pleurothallis sanchoi
- Pleurothallis sandemanii
- Pleurothallis sanjanae
- Pleurothallis sanluisii
- Pleurothallis sannio
- Pleurothallis sarcochila
- Pleurothallis scaberula
- Pleurothallis scabrilinguis
- Pleurothallis scabripes
- Pleurothallis scaphipetala
- Pleurothallis schweinfurthii
- Pleurothallis scintillata
- Pleurothallis scoparum
- Pleurothallis scurrula
- Pleurothallis secunda
- Pleurothallis semiscabra
- Pleurothallis sergioi
- Pleurothallis serpens
- Pleurothallis serricardia
- Pleurothallis serrisepala
- Pleurothallis sextonii
- Pleurothallis sigynes
- Pleurothallis sijmii
- Pleurothallis silverstonei
- Pleurothallis simacoana
- Pleurothallis simulans
- Pleurothallis siphoglossa
- Pleurothallis sirene
- Pleurothallis sobrina
- Pleurothallis solium
- Pleurothallis somnolenta
- Pleurothallis sordida
- Pleurothallis sotarae
- Pleurothallis sparsiflora
- Pleurothallis spathulifolia
- Pleurothallis spathuliglossa
- Pleurothallis spathulipetala
- Pleurothallis sphaerantha
- Pleurothallis spiloporphyrea
- Pleurothallis stelidilabia
- Pleurothallis stellata
- Pleurothallis stenota
- Pleurothallis stergiosii
- Pleurothallis stevensonii
- Pleurothallis steyermarkii
- Pleurothallis stictophylla
- Pleurothallis stricta
- Pleurothallis strobilifera
- Pleurothallis subreniformis
- Pleurothallis subsinuata
- Pleurothallis subtilis
- Pleurothallis subulifolia
- Pleurothallis superbiens
- Pleurothallis supervacanea
- Pleurothallis suspensa
- Pleurothallis talpinaria
- Pleurothallis talpinarioides
- Pleurothallis tamaensis
- Pleurothallis tanyrhina
- Pleurothallis taracuana
- Pleurothallis taurus
- Pleurothallis teaguei
- Pleurothallis tectosa
- Pleurothallis telamon
- Pleurothallis tenebrosa
- Pleurothallis tenera
- Pleurothallis tentaculata
- Pleurothallis teretifolia
- Pleurothallis testifolia
- Pleurothallis tetrachaeta
- Pleurothallis tetragona
- Pleurothallis tetroxys
- Pleurothallis thysana
- Pleurothallis tiarata
- Pleurothallis tipuloides
- Pleurothallis titan
- Pleurothallis tonduzii
- Pleurothallis torrana
- Pleurothallis trachysepala
- Pleurothallis tragulosa
- Pleurothallis transparens
- Pleurothallis transversilabia
- Pleurothallis trichophora
- Pleurothallis tridentata
- Pleurothallis trifurcata
- Pleurothallis tripterocarpa
- Pleurothallis troglodytes
- Pleurothallis truncata
- Pleurothallis truncicola
- Pleurothallis tryssa
- Pleurothallis tuberculosa
- Pleurothallis tuzae
- Pleurothallis tyria
- Pleurothallis undulata
- Pleurothallis uninervia
- Pleurothallis upanoensis
- Pleurothallis urceolata
- Pleurothallis uvifera
- Pleurothallis wacketii
- Pleurothallis valladolidensis
- Pleurothallis valvola
- Pleurothallis variabilis
- Pleurothallis veliformis
- Pleurothallis vellozoana
- Pleurothallis verboonenii
- Pleurothallis verruculosa
- Pleurothallis versicolor
- Pleurothallis viduata
- Pleurothallis vieirae
- Pleurothallis wigginsii
- Pleurothallis vinealis
- Pleurothallis viridiflora
- Pleurothallis volans
- Pleurothallis volcanica
- Pleurothallis vorator
- Pleurothallis xanthochlora
- Pleurothallis xenion
- Pleurothallis zarumae